# باركيني يا ألتيما (رواية)
باركيني يا ألتيما Bless Me, Ultima هو عنوان لرواية من تأليف الأديب المكسيكي -الأمريكي رودولفو أنايا نُشرت عام 1972.
الرواية اشتهر عالميا، التي اعتبرت من الأدب الكلاسيكي للثقافة المكسيكية الأميركية (الشيكانو) وحازت ولا تزال على شعبية واسعة في الأوساط الأدبية والشعبية.
تتناول رواية «باركيني يا ألتيما» مراحل الانتقال من الطفولة والبراءة إلى التجربة والانفتاح على عالم الكبار. وأنطوني أو توني بطل الرواية طفل في السادسة من عمره، يسرد أحداث الرواية أو حياته خلال عامين ببراءة أي طفل في عمره. كما يتمحور العمل أيضا حول البحث عن الهوية بين ثقافتين الشيكانو والأميركية، وديانتين المسيحية والوثنية، ولغتين الإسبانية والإنجليزية، بالإضافة إلى تناقضات آمال عائلته المبنية عليه.
يعيش أنطوني في كنف أسرة متوسطة الحال، وهو الأصغر بين ستة أشقاء. ويبدأ بسرد الأحداث قبل انتهاء الحرب العالمية الثانية وعودة أخوته الثلاثة، حيث يناقش الوالدان موضوع قدوم ألتيما، لتعيش معهم إذ كان الاعتناء بكبار ومسني أبناء قومهم جزءا من عاداتهم.
في مقابلة عام 2013 على C-SPAN، قال الكاتب أنايا إن فكرة الرواية جاءت بعد أن كان لديه رؤية لامرأة عند مدخل غرفة حيث كان يكتب.

## في السينما
تم تحويل الرواية إلى فيلم روائي عام 2013. أعلن المركز الثقافي الإسباني الوطني في ألبوكيركي في عام 2016 أنه يعمل على تحويل فيلم “Bless Me، Ultima” إلى أوبرا.

## وصلات خارجية
- للمزيد من المعلومات عن رواية «باركيني يا التيما» للكاتب رودولفو ألفونسو أنايا.